# Abbaye de Calers
Pour les articles homonymes, voir Calers.
L’abbaye de Calers (dédiée à la Vierge Marie et aussi appelée abbaye Notre-Dame de Calers) est une ancienne abbaye cistercienne  située dans le département de la Haute-Garonne

## Localisation
L'abbaye, qui était située sur l'actuelle commune de Gaillac-Toulza (Haute-Garonne), est à l'origine de la fondation de la bastide de Gaillac. Dans le vallon qui s'ouvre sur la plaine d'Auterive à 4,500 mètres de Gaillac-Toulza, une grande maison représente les vestiges de cette ancienne abbaye qui doit son nom au ruisseau de Calers qui la jouxte.

## Histoire
L’abbaye est établie en 1147 par l'abbé Bertrand I sur des terres offertes par trois frères, seigneurs des lieux. Elle relève alors de celle de Grandselve et fait partie des états des comtes de Foix. Cependant, lors de la guerre entre Philippe le Hardi et Roger-Bernard III, comte de Foix et viguier d'Andorre, les religieux de Calers doivent en appeler à la protection du comte et de la comtesse de Toulouse en 1270.
Par un acte passé à Calers entre l'abbé, frère Bernard de Bosco, Alphonse de Poitiers, frère de Saint-Louis, et la comtesse Jeanne, l'abbaye leur cède la moitié des droits de justice, des amendes et du territoire de Gaillac à la condition qu'ils y construisent une bastide en commun avec l’abbaye. Celle-ci voit le jour dans les cinq ou six ans qui s’ensuivent, non sans provoquer d’importants conflits avec le comte de Foix.

## Filiation
L'abbaye est fille de l'abbaye de Grandselve.

## Liste des abbés
Liste incomplète des abbés de Calers.
- Étienne I (1148-?)
- Jean I (cité en 1159)
- Guillaume I (cité en 1164)
- Pons I (cité en 1164 et 1165)
- Dalmatius I (cité en 1166 et 1167)
- Aymeric I (cité en 1169 et 1176)
- Dalmatius II
- Bernard I
- Guillaume II (cité en 1187 et 1188)
- Nicolas (cité en 1189 et 1193)
- Guillaume III de Falgar (cité en 1199)
- Arnaud I
- Roger (cité en 1206)
- Étienne II (cité en 1208)
- Bernard II (cité en 1211)
- Ossan (cité en 1214)
- Bernard III (1215-1220)
- Arnaud II (cité en 1222 et 1229)
- Bernard IV Hugonis (cité en 1231, 1232, 1238 et 1239)
- Pierre I de Ménébac (cité en 1243)
- Armengard ou Ermengaud (cité en 1243 et 1244)
- Raymond I de Fourtanier (cité en 1248 et 1249)
- Raymond II Bayle (cité en 1250)
- Étienne III (cité en 1251 et 1255)
- Raymond IV d'Arsac (cité en 1255, 1256, 1257 et 1258)
- Guillaume IV de Saint-Expert (cité en 1258, 1260, 1262, 1263 et 1264)
- Bernard V de Bosco (cité en 1264, 1273 et 1275)
- Guillaume V de Robert (cité en 1279 et 1280)
- Bertrand d'Auriac (cité en 1282, 1283, 1284 et 1285)
- Aymeric II de Brassoles (cité en 1291, 1294, 1297, 1306, 1307 et 1310)
- Raymond IV de Montlaur (cité en 1317, 1321 et 1322)
- Étienne IV (cité en 1323)
- Raymond V de Montlaur (cité en 1328 et 1329)
- Guillaume IV (cité en 1334, 1339 et 1343)
- Pons II de Castanac (?-1348)
- Bernard VI de Planeville (1348-?)
- Martin (cité en 1357)
- Pierre III (cité en 1358 et 1359)
- Pierre IV (cité en 1370)
- Jean II (cité en 1430)
- Antoine du Solier (?-1459)
- Maurice de Palabat (cité en 1459, 1460 et 1471)
- Jacques Gallard (?-1478)
- Julien Pellissier (cité en 1488)
- Pierre V de Taur (1505-1522)
- Maffred Villers (cité en 1529 et 1530)
- Georges d'Armagnac, archevêque de Tours (cité en 1548)
- Lancelot de Carle, évêque de Riez (1553-1554)
- Pierre VI de Sabatier (cité en 1560)
- Albert de Nobles (cité en 1584, résigne en faveur de son neveu en 1620)
- François I de Nobles (bénéficiaire de cette résignation)
- Pierre-Anne de Montfaucon (?-1659)
- 1660-1716 : François II de Barthélemy de Gramont de Lanta, évêque de Saint-Papoul.
- Jean-Mathias de Barthélemy de Gramont de Lanta, évêque de Perpignan (cité en 1717, mort en 1743).
- François III du Verdier (1743-?), évêque d'Angoulême.
- André-Véronic Le Berthon (?-1751)
- Godefroy de Guyonnet de Monbalen (cité en 1751)

### Sources et bibliographie
- Dom Claude de Vic et dom Vaissète, édition revue et augmentée par Alexandre Du Mège, Histoire générale de Languedoc, t. IV, Toulouse, Paya, 1841, p. 75-76
- C. Barrière-Flavy, L'abbaye de Calers, Chauvin, 1887, 194 p.